# 林育生
林育生（1957年10月28日—），中華民國（台灣）政治人物，代表民主進步黨任職立法委員，因2007年底的立委選舉將改為單一選區兩票制，長期經營的屏東市為中國國民黨較強勢的區域，於民進黨結束登記後宣布退選，此後不在屏東縣參選任何公職人員。
2019年3月29日接任圓山大飯店董事長職務。
2024年8月30日卸任圓山大飯店董事長職務。

## 外部連結
- 立法院 （页面存档备份，存于）